# Veronika Vice
Veronika Vice (Vancouver, 1984) è una wrestler canadese.
Dopo aver iniziato l'allenamento nel novembre 2005 e aver debuttato ufficialmente nel febbraio 2006, Veronika ha iniziato a lavorare regolarmente per la Shimmer Women Athletes e NWA: Extreme Canadian Championship Wrestling, dove è anche stata la SuperGirls Championship per ben tre volte.

## Carriera nel wrestling professionistico

### Extreme Canadian Championship Wrestling (2006-presente)
Veronika Vice ha fatto il suo debutto nel wrestling professionistico per la NWA: Extreme Canadian Championship Wrestling (ECCW) in un match contro Rebecca Knox che ha perso. Ha vinto il suo primo SuperGirls Championship contro Nicole Matthews nell'Aprile 2007 e il suo primo regno è durato 314 giorni. Lo ha perso contro Penni Lane nel Febbraio 2008, dopo un regno di un giorno, Nicole lo ha riconquistato. Veronika ha sconfitto un'altra volta Nicole per il titolo SuperGirls il 7 febbraio 2009. Nei primi di maggio la debuttante Tenille ha ottenuto una vittoria a sorpresa su Nicole ottenendo un title match per la settimana successiva ma Veronika ha mantenuto il suo titolo, solo per poi perderlo il 2 agosto in un Triple Threat che ha visto coinvolta anche Nicole Matthews. Il 28 agosto Veronika ha fatto coppia con Katrina Valentine perdendo contro Tenille e Nicole Matthews. Il 5 settembre Veronika ha invocato la sua clausola di rematch per il SuperGirls Championship ma Tenille ha vinto il match. Veronika si è ripresa il titolo da Tenille il 27 novembre. Tenille ha chiesto un rematch a "Quest for Gold" dove la Pop Culture (il team di Veronika Vice) non sarebbe potuta intervenire e che, qualora fosse successo, Veronika avrebbe automaticamente perso il titolo. Tenille ha rivinto il titolo ed è diventata così una two-times SuperGirls Champion.

### SHIMMER Women Athletes (2008, 2010-presente)
Ha fatto il suo debutto per la Shimmer Women Athletes in una Battle Royal ai Tapings del Volume 19, ma è stata eliminata da LuFisto. Più tardi, nella stessa sera, ha fatto coppia con Cat Power perdendo contro le future SHIMMER Tag Team Champions Ashley Lane e Nevaeh. Ha poi perso il suo primo singles match contro Shark Girl nell'Opening Match del Volume 20. Dopo ben due anni di assenza Veronika Vice ha fatto il suo ritorno a sorpresa in SHIMMER nel Volume 33 dove ha sfidato Allison Danger ad un match nel Volume 34 per il diritto di ritornare a fare parte della SHIMMER. Allison ha accettato e nel Volume 34 Veronika è riuscita a sconfiggere Allison in un singles match tenendola per i calzoncini durante lo schienamento. Il giorno dopo, nel Volume 35, Allison Danger e Veronika Vice si sono sfidate in un nuovo match ma questa volta a prevalere è stata Allison Danger che ha ottenuto la vittoria dopo uno Shimmering Warlock.. Più tardi quella sera, però, Veronika Vice si è rifatta ottenendo una vittoria in singolo su Jessica James dopo aver messo a segno uno Swinging Neckbreaker.

## Nel wrestling
- Finishing and signature moves
  - Slice of Vice[1] (Spinning inverted double underhook facebuster)[7]
  - Swinging neckbreaker[1]
- Signature moves
  - Leg trap sunset flip powerbomb[1]
  - Diving Crossbody
  - Arm Drag
  - Backbreaker
  - Running Powerslam
  - Samoan Drop
  - Springboard Back Elbow
- Entrance themes
  - "The Stroke" by Billy Squier (ECCW)[7]
  - "Got Me Under Pressure" by ZZ Top (SuperGirls)[8]

## Titoli e riconoscimenti
- NWA: Extreme Canadian Championship Wrestling
  - SuperGirls Championship (3 volte)[7]